# Giscos
Giscos település Franciaországban, Gironde megyében. Lakosainak száma 184 fő (2022. január 1.). Giscos Escaudes, Captieux, Goualade, Lartigue, Saint-Michel-de-Castelnau, Maillas, Allons és Lerm-et-Musset községekkel határos.

## Népesség
A település népességének változása:
| Lakosok száma | 210  | 197  | 172  | 182  | 205  | 186  | 180  | 183  | 184  | 184  |
|               | 1968 | 1982 | 1990 | 2006 | 2013 | 2015 | 2017 | 2019 | 2020 | 2022 |